# Тойрделбах Ва Бріайн

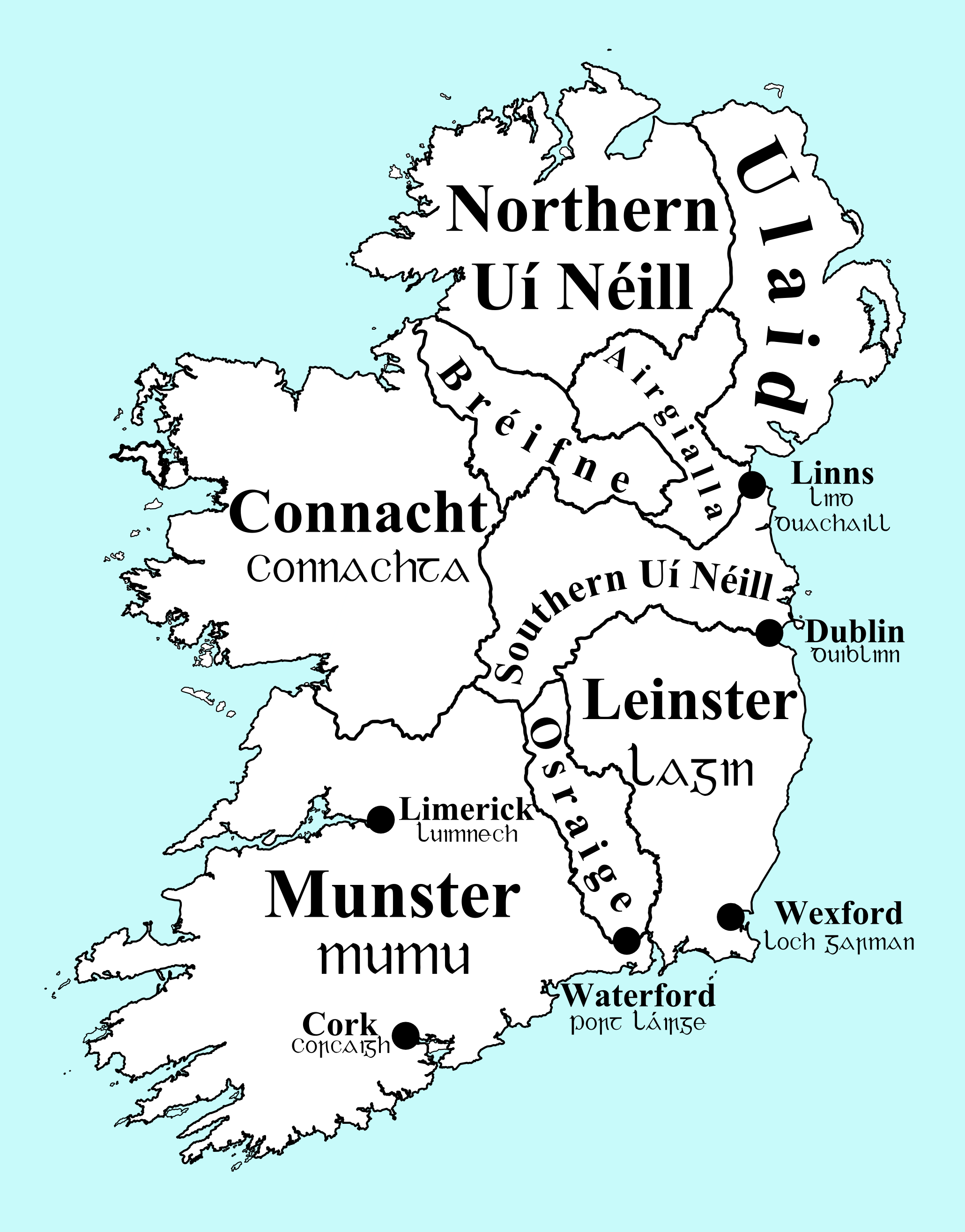
Ірландія в ранньому середньовіччі. Показані основні королівства.

Тойрделбах Ва Бріайн — (ірл. — Toirdelbach Ua Briain) — верховний король Ірландії. Він же: Турлу О'Брєн (ірл. — Turlough O'Brien) (1009—1086). Час правління: 1072—1086. Король Манстера. Онук Бріана Боройме (Бріана Бору). Син Тадка мак Бріайна (ірл. — Tadc mac Briain), що був вбитий 1023 року його зведеним братом Доннхадом мак Бріайном (ірл. — Donnchad mac Briain).

## Шлях до влади
Про перші сорок років життя Тойрделбаха О'Бріайна нічого не відомо. Він не мав ніякої влади і ніякого впливу на події в Ірландії (не дивлячись на своє походження) доки не знайшов сильних союзників в королівствах Коннахт та Ленстер. Особливо сильним і надійним його союзником став король Ленстеру Діармайт мак Майл на м-Бо (ірл. — Diarmait mac Maíl na mBó), що став потім верховним королем Ірландії (хоч це визнавалося і не усіма вождями кланів). Король Ленстеру допоміг стати Тойрделбаху О'Бріайну королем Мюнстера. Знадобилося понад 10 років, щоб усунути від влади його дядька Доннхада мак Бріайна — скинути з трону верховного короля Ірландії та короля Мюнстера і відправити його у вигнання, де він і помер.

## Великий і славетний король Ірландії
Після смерті верховного короля Ірландії та короля Ленстеру Діармайта мак Майл на м-Бо Тойрделбах О'Бріайн взяв кермо правління в свої руки і почав контролювати більшу половину Ірландії. Хоча він не відрізнявся талантами полководця, але був здібним дипломатом та політиком і швидко його вплив і влада поширились далеко на північ Ірландії. Під його контролем опинились і такі королівства як Коннахт та Улад (Ольстер). Він правив Ірландією 14 років і помер після довгої і важкої хвороби. Але навіть на смертному одрі він не випускав важелів влади зі своїх рук. Його син та онук стали великими королями Ірландії.

## Історичний фон
Після багатьох століть міжусобних війн, роздробленості, нескінченних війн з вікінгами, війн між кланами і війн за трон Бріан Боройме зумів об'єднати Ірландію і остаточно розгромити вікінгів. Усе це він зробив силою зброї. Але він загинув у вирішальній битві з вікінгами за єдність Ірландії. Ірландія знову скочувалась у хаос війн між кланами. Протягом більше ніж 600 років до Бріана Боройме трон верховних королів Ірландії належав кланам О'Нейлів — трон верховних королів почергово переходив від північних до південних кланів О'Нейлів і їх вождів. І південні і північні О'Нейли були нащадками короля Ніалла Дев'яти Заручників (368—395 роки правління). Три сильних королівства Ірландії — Коннахт, Мюнстер та Ленстер були за межами претензій на трон верховних королів і могли тільки конфліктувати з верховним королем або між собою. Край цій монополії О'Нейлів поклав король Мюнстеру Бріан Боройме у 1002 році. Після загибелі короля Бріан Боройме влада знову повернулася до Маела Сехнайлла мак Домнайлла — верховного короля, що у 1002 році добровільно передав корону і трон Бріану Боройме. Наступні верховні королі поступово втрачали владу і вплив і мусили вести нескінченні внутрішні війни з васалами намагаючись утримати і утвердити свою владу.

## Сімейні чвари
Тойрделбах Ва Бріайн був сином Тадка мак Бріайна і Мор — дочки Гілла Брігте О'Майл Муайд (ірл. — Gilla Brigte Ua Maíl Muaid) з клану Кенел Фіахах (ірл. — Cenél Fiachach). Батько був вбитий за наказом його зведеного брата Доннхада мак Бріайна (ірл. — Donnchad mac Briain), що цим вчинком усунув конкурента на трон і корону і став королем Мюнстера. Доннхад мак Бріайн тримав владу короля Мюнстера і верховного короля Ірландії протягом 40 років, але не зміг домогтися таких успіхів як Бріан Боройме. Він вважав себе верховним королем Ірландії, але багато кланів і літописці — як сучасні так і пізніші не визнавали за ним цього титулу. До 1050 року літописи мовчать про Тойрделбаха О'Бріайна, але того року він знайшов союзника в боротьбі зі своїм дядьком Доннхадом в особах короля Ленстеру Діармайта мак Майла на м-Бо, що був королем з 1042 року та короля Коннахту Аеда ін Гай Бернайга (ірл. — Áed in Gaí Bernaig), що був королем з 1046 року. Ці союзники уклали спілку з королем Ольстеру Ніаллом мак Еохада (ірл. — Niall mac Eochada). Вони клинули з трону ставленика Доннхада в королівстві Дублін — Ехмаркаха мак Рагналлі (ірл. — Echmarcach mac Ragnailli) і посадили на трон сина Діармайта — Мурхада (ірл. — Murchad) у 1052 році. Почалася війна між союзниками і верховним королем Доннхадом мак Бріайном. Тойрделбах О'Бріайн здійснив напад на землі Туадмуму (ірл. — Tuadmumu) у 1052 році. Під час цієї війни він тяжко поранив сина короля Доннхада — Мурхада в Корко Мруад (ірл. — Corco Mruad) на північному заході сучасного графства Клер. Це сталося у 1055 році. У 1058 році Тойрделбах О'Бріайн отримав серйозну підтримку від Діармайта, коли союзники разом з військом Ленстеру та військом королівства Осрайге воювали проти Доннхада в Лімеріку. Проте верховний король Доннхад мак Бріайн спалив Лімерік, щоб він не дістався ворогам і переміг союзників в битві на пагорбі Сліав г-Крот (ірл. — Sliabh gCrot) в горах Галті.
У 1060 році верховний король і король Мюнстеру Доннхад мак Бріайн спробував розділити своїх ворогів і розбити їх по черзі. Але ця спроба була невдалою — у 1061 році союзники знову напали на Мюнстер, зруйнували фортецю Дал г-Кайс (ірл. — Dál gCais) в Кінкора і спалили монастир в Кіллалое (монастирі в той час були фортецями і підтримували того чи іншого короля). Потім Діармайт мак Майл на м-Бо привів армію в Мюнстер у 1062 році — діяв він сумісно з Тойрделбахом О'Бріайном. Син Доннхада Мурхад спробував організувати і чинити опір — але невдало. Тойрделбах О'Бріайн переміг своїх родичів. Доннхад мак Бріайн зрікся трону і пішов у вигнання у 1063 році. Тойрделбах О'Бріайн став маріонеткою короля Ленстера і верховного короля Ірландії Діармайт мак Майл на м-Бо у Мюнстері.

## Під владою Діармайта мак Майл на м-Бо
Тойрделбах О'Бріайн став не просто маріонеткою і васалом Діармайта мак Майла на м-Бо — він став його найважливішим вірним союзником, особливо після 1066 року, коли у королівстві Ленстер стали незадоволені владою свого старого і нового верховного короля.
Тойрделбах та Діармайт заплатили по 30 унцій золота кожен королю Західного Мюнстеру Кіаррайге Луахра (ірл. — Ciarraige Luachra) за участь в боротьбі проти спільних ворогів. Але потім у 1067 році вони спільно напали і вбили короля Кіаррайге Луахра. Племінник Тойрделбаха О'Бріайна Мурхад був вбитий під час походу в королівство Міде у 1068 році.
«Літопис Іннісфаллена» повідомляє, що Тойрделбах О'Бріайн був прекрасним законодавцем — закони які він проголосив і впровадив в дію в 1068 році були найкращими законами в Мюнстері і дозволили встановити спокій на дорогах королівства. У тому ж році церковний діяч Маел Ісу мак Амалгада (ірл. — Máel Ísu mac Amalgada) — очільник монастирів Арми, наступник святого Патріка відвідав Мюнстер (судячи зі всього в зв'язку з впровадженням законів Тойрделбаха О'Бріайна) і висловив йому цілковиту підтримку.
Тойрделбах О'Бріайн як союзник верховного короля мусив втрутитись у справи королівства Ленстер у 1070 році. У цьому році померли сини короля Діармайта мак Майла на м-Бо — Мурхад (ірл. — Murchad) та Глунайрн (ірл. — Glúniairn) і спадкоємність трону стала спірною. У тому ж 1070 році Тойрделбах О'Бріайн керуючи армією Лентеру взяв заручників з королівства Осрайге. Він знову повернувся з армією в Ленстер, кол там спалахнула війна за владу між онуком Діармайта Домналлом (сином Мурхада) та племінником Доннхадом — сином Домналла Ремайра (ірл. — Domnall Remair). Літописи пишуть, що Тойрделбах О'Бріайн примирив ворогів, взяв заручників і передав їх верховному королю Діармайту мак Майлу на м-Бо. Тойрделбах О'Бріайн допомагав верховному королю і в 1071 році — повів свою армію в похід на Міде, наказав своїм воїнам будувати мости через Шеннон для військових цілей в Ах Кайлле (ірл. — Áth Caille) — сучасне О'Брінсбрідж (ірл. — O'Briensbridge) та Кіллалое (ірл. — Killaloe).
Верховний король Діармайт мак Майл на м-Бо відвідав Мюнстер у 1071 році і передав Тойрделбаху О'Бріайну скарби, які він успадкував від Бріана Боройме і одержав від синів «короля саксів» які втекли до нього після норманського завоювання Англії. Це останнє, що він встиг зробити — під час походу на королівство Міде Діармайт мак Майл на м-Бо загинув у битві 7 лютого 1072 року.

## Верховний король Ірландії
Тойрделбах О'Бріайн став головним і єдиним спадкоємцем влади верховного короля Діармайта мак Майла на м-Бо, здійснив успішні і переможні військові походи щоб утвердити свою владу. Літописи так написали про це: «Тойрделбах пішов походом на Осрайге та Ленстер, спалив О'Хейннселайг, взяв велику здобич і худобу, взяв заручників з Ленстеру, захопив королівство Дублін, взяв в полон синів Домналла, синів Діармайт мак Майл на м-Бо, повернув заручників королівству Осрайге.»
Потім він пішов в похід на королівство Міде і вбив короля Конхобара О'Маел Сехнайлла у наступному році, скористався цим і розорив Міде, потім пішов в похід на королівство Коннахт і взяв заручників від обох — від О'Конхобара і О'Руайрка.
Він розділив королівство Ленстер між суперниками — здійснював політику «розділяй і владарюй» і досить успішно. У королівстві Дублін він посадив на трон Гофрайда мак Амлайба мейк Рагнайлла (ірл. — Gofraid mac Amlaíb meic Ragnaill) — родича Ехмархаха мак Рагнайлла (ірл. — Echmarchach mac Ragnaill), що став йому вірним васалом.
У 1075 році Тойрделбах О'Бріайн почав війну проти О'Нейлів та їх союзників, що владарювали на півночі Ірландії. Ця війна була невдалою — він отримав поразку від королівства Айргіалла та його союзників — битва під Ах Фірдіа (ірл. — Áth Fhirdia) — сучасне Арді, графство Лаут — була програна з величезними втратами. Одночасно з Дубліна вигнали ставленика Тойрделбаха О'Бріайна — Гофрайда. Проте Тойрделбах О'Бріайн швидко відновив свою владу — в Дубліні він посадив на трон свого сина Муйрхертаха. Іншого сина — Діармайта він посадив на трон в Ватерфорді — колишньому королівстві вікінгів на півдні Ірландії. Тойрделбах О'Бріайн став володарем південної половини Ірландії — більшої половини.

## Тойрделбах Ва Бріайн і події за межами Ірландії
Син Тойрделбаха — Діармайт, що правив в Ватерфорді здійснив похід в Уельс (Камбрію) у 1080 році. Хоча загалом, Тойрделбах О'Бріайн менше цікавився подіями за межами Ірландії ніж його попередник, що планував захопити Англію і розширити свою владу на всі Британські острови.
Під час недовгого правління ставленика Тойрделбаха — Гофрайда в Дубліні 6 травня 1074 року помер архієпископ Дубліна Донатус. Це спричинило зацікавлення архієпископа Кентерберійського Ланфранка Павійського ірландськими справами. Ланфранк, спираючись на писання Беди, став просити папу Олександра II передати Ірландію у підпорядкування архієпископів кентерберійських (тобто англійських). Намагаючись не викликати цим обурення ірландських королів, він написав листа Тойрделбаху О'Бріайну, в якому він називає його «найбільшим прекрасним королем Ірландії». Хоча в той же час він звернувся до Гофрайда як до «славного короля Ірландії».
«Літописи Іннісфаллена» повідомляють, що до Тойрделбаху О'Бріайну прибула делегація євреїв з-за моря на кораблі з подарунками (очевидно з проханням поселитися на острові), але вони покинули острів розчаровані.

## Розділяй і володарюй
Тойрделбах О'Бріайн успішно здійснював політику «розділяй і володарюй». В першу чергу в королівствах Ленстер і Коннахт — розділивши королівства між суперниками. Також він аналогічним чином втручався в політику на півночі Ірландії. Він підтримав королівство Улад (Ольстер) і послабив цим королів Айлеху — клан Кенел н-Еогайн (ірл. — Cenél nEógain).
Клан Кенел н-Еогайн хотів знову повернути собі трон верховних королів Ірландії. Але вони не мали реального претендента на царство. Тоді вони стали висувати і підтримувати Конхобара О'Бріайна (ірл. — Conchobar Ua Briain) — онука Тойрделбахового дядька Доннхада мак Бріайна (ірл. — Donnchad mac Briain) як конкурента за трон в Мюнстері. Але він став королем на дуже короткий час — був убитий разом зі своєю дружиною. Його спадкоємцем став його брат Кеннетіг (ірл. — Cennétig).
У Коннахті ворогуючими кланами були О'Брюїн (ірл. — Uí Briúin), О'Конхобар (ірл. — Ua Conchobair), О'Флайхбертайг (ірл. — Ua Flaithbertaig), О'Руайрк (ірл. — Ua Ruairc). Королем Коннахту був Руайдрі на Сайде Буйде (ірл. — Ruaidrí na Saide Buide) у 1076 році, коли він зустрівся з Тойрделбахом О'Бріайном. Тойрделбах потім змістив з трону Руайдрі у 1079 році і замінив його на Аеда мак Арта Валлаха (ірл. — Áed mac Art Uallach) з клану О'Руайрк. Маел Сехнайлл (ірл. — Máel Sechnaill) король Міде зустрівся з Тойрделбахом О'Бріайном у 1080 році, побоюючись клану О'Руайрк. Війна вибухнула у 1084 році. До війни приєднався Кеннетіг О'Бріайн. Тойрделбах О'Бріайн пішов в похід на королівство Міде. Але коли він був відсутній, клан Конмайкне (ірл. — Conmaicne) — союзник О'Руарків — напав на Мюнстер. Відбулась жорстока битва під Моннекрок (ірл. — Monecronock), що біля Дубліна 19 жовтня 1082. Сини Тойрделбаха О'Бріайна — Муйрхертах і Тадк виграли битву, вбивши Домналла О'Руарка та Кеннетіга О'Бріайна.

## Смерть
Тойрделбах О'Бріайн серйозно захворів у 1085 році. У нього раптово повністю випало волосся. «Літопис Чотирьох Майстрів» повідомляє, що він хворів протягом багатьох років. «Літопис Ольстера» повідомляє, що «Тойрделбах О'Бріайн помер у Кінкора (поблизу Кіллалое) після великих страждань і покаяння, після прийняття тіла Христового і його крові 14 липня на сімдесят сьомому році життя 1086 року». Північні літописи дуже рідко хвалили південних королів, але тут називали його «славним королем всієї Ірландії», а «Літопис Тігернаха» назвав його «королем більшої частини Ірландії».

## Родина
Тойрделбах О'Бріайн був одружений тричі.

### Перша дружина
Дубхоблайг (ірл. — Dubchoblaig) з клану О'Хейннселайг (ірл. — Uí Cheinnselaig) була матір'ю його сина Діармайта, що був названий на честь патрона — попереднього верховного короля Діармайта мак Майла на м-Бо.

### Друга дружина
Дербфоргайлл (ірл. — Derbforgaill) з Осрайге була матір'ю його синів Тадка і Муйрхертаха.

### Третя дружина
Гормлайх (ірл. — Gormlaith) з клану О'Фогарта (ірл. — Ua Fógarta) була матір'ю його дочки Мор (ірл. — Mór).